# Question piège

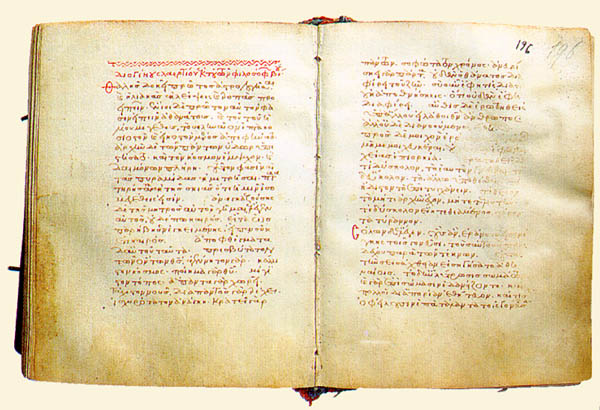
Diogène Laërce, Vies, doctrines et sentences des philosophes illustres, manuscrit du XIIIe siècle conservé au monastère de Dionysiou.

Une question piège, en rhétorique, est une interrogation qui contient d'emblée une assertion discutable ou fausse, par exemple une présomption de culpabilité. La personne interrogée tombe dans le piège si elle ne pense pas à réfuter immédiatement le présupposé implicite. Son erreur est due le plus souvent à un manque d'attention.
Dans un sens plus large, une question piège est une interrogation tendancieuse, parfois polémique.
En termes de logique informelle, le fait qu'une question contienne une prémisse sous-entendue ne constitue pas un piège en soi. La manipulation repose sur le contexte, dans le cas où la signification de cette pétition de principe est inacceptable pour la personne interrogée,. Le piège fonctionne d'autant mieux que l'interrogé est invité à répondre d'une façon binaire, par l'affirmative ou la négative, alors que la question est orientée et plus complexe qu'il n'y paraît : en effet, elle renferme plusieurs éléments, dont l'un au moins est fallacieux. Cette méthode rhétorique est une variante du procédé sophistique connu sous le nom de plurium interrogationum (« de plusieurs questions »).

## Exemples
Diogène Laërce donne un exemple de la question piège en évoquant dans ses Vies, doctrines et sentences des philosophes illustres le philosophe Ménédème d'Érétrie confronté à une interrogation d'Alexinos,. Il écrit : 

« Quand Alexinos lui demanda s'il avait cessé de battre son père, Ménédème répliqua : "Je ne l'ai pas battu et je n'ai pas cessé." Et quand Alexinos le somma de répondre par oui ou par non, il rétorqua : "Il serait absurde que je me plie à tes exigences alors que je peux te contrer dès le début." »

Madeleine Albright, alors ambassadrice américaine à l'ONU, est tombée dans le piège en répondant à une question tendancieuse lors de l'émission 60 Minutes du 12 mai 1996. Lesley Stahl lui a dit, au sujet des conséquences des sanctions de l'ONU contre l'Irak : « Nous avons appris qu'un demi-million d'enfants sont morts. C'est plus que le nombre d'enfants morts à Hiroshima. Cela en vaut-il vraiment la peine ? » Au lieu de contester ce nombre de morts non vérifié, Madeleine Albright a déclaré : « Je pense que c'est un choix très difficile, mais le résultat, nous le pensons, le résultat en vaut la peine. » Dans son autobiographie publiée quelques années plus tard, elle a regretté ces propos : « J'aurais dû répondre à la question en la recadrant et en soulignant les failles de la prémisse... Dès que j'ai  prononcé ces mots, j'ai eu envie d'arrêter le temps et de reprendre mes paroles. Ma réponse a été une grave erreur, hâtive, maladroite, fausse. Je suis tombée dans un piège et j'ai dit quelque chose que je ne voulais pas du tout dire. Ce n'est la faute de personne d'autre que moi. »